# 鐵鉑
鐵鉑，即俗稱鐵白金，化學式為FePt，為一磁性材料中的硬磁材料。其應用相當廣泛（包括國防、民生、醫療……等），為新興之磁記錄儲存元件，各實驗及產品目前仍在努力研究與進行中。現今市面上所能夠買到的1兆位元組硬碟即是利用此材料所做。

## 晶體(相)結構
從FePt相圖中可以觀察到：當溫度大於1573 K時，Fe與Pt會互溶形成無序相，高溫穩定相為面心立方結構，晶格常數a為3.80 Å。溫度下降時隨Pt含量之增加會形成固溶之-Fe，以及三種有序結構，分別是Fe3Pt、FePt與FePt3。
當Fe與Pt原子比例接近時(1:1)，會形成有序FePt相，屬於CuAu(L10)結構，為面心正方fct之晶體結構:為a軸拉伸；c軸壓縮，晶格常數分別為3.85與3.71 Å，易磁化軸為[001]，具有鐵磁性與高之磁晶異向性。
採用各種的物理化學分析方法多次研究過FePt相圖，根據文獻指出FePt合金之特點是結晶範圍非常小。